# Eleição municipal de Ilhéus em 2024
A eleição municipal da cidade brasileira de Ilhéus ocorreu em 6 de outubro de 2024 para eleger um prefeito, um vice-prefeito e 21 vereadores que serão responsáveis pela administração da cidade baiana no mandato a se iniciar em 1° de janeiro de 2025 e com término em 31 de dezembro de 2028. O prefeito titular era Mário Alexandre, mais conhecido pela alcunha de "Marão", do Partido Social Democrático, que pela legislação eleitoral não estava apto a disputar a reeleição, pois havia sido eleito em 2026 e reeleito em 2020.

## Calendário eleitoral
| Início        | Fim           | Atividades | Status    |
| ------------- | ------------- | --- | --------- |
| 7 de março    | 5 de abril    | Janela partidária para vereadores trocarem de partido visando concorrer às eleições sem perder o mandato. | Realizado |
| 6 de abril    | 6 de abril    | Data-limite para todas as legendas e federações partidárias obterem o registro dos estatutos no TSE e para todos os candidatos terem domicílio eleitoral na circunscrição em que desejam disputar as eleições com a filiação deferida pelo partido. | Realizado |
| 15 de maio    | 15 de maio    | Início da campanha de arrecadação prévia de recursos na modalidade de financiamento coletivo para pré-candidatos, sem realização de pedidos de voto e obedecendo a regras relativas à propaganda eleitoral na Internet.                             | Realizado |
| 20 de julho   | 5 de agosto   | Realização de convenções partidárias para deliberar sobre coligações e escolher candidatos às prefeituras e aos cargos de vereador. Os partidos têm até 15 de agosto para registrar os nomes na Justiça Eleitoral.                                  | Realizado |
| 16 de agosto  | 16 de agosto  | Início das campanhas eleitorais de forma igualitária, podendo qualquer publicidade ou manifestação com pedido explícito de voto antes da data ser considerada irregular e multada.                                                                  | Realizado |
| 30 de agosto  | 3 de outubro  | Veiculação da propaganda eleitoral gratuita no rádio e na televisão. | Realizado |
| 6 de outubro  | 6 de outubro  | Realização do primeiro turno das eleições municipais. | Realizado |
| 11 de outubro | 25 de outubro | Veiculação da propaganda eleitoral gratuita no rádio e na televisão para o segundo turno. | Realizado |
| 27 de outubro | 27 de outubro | Realização de um eventual segundo turno nas cidades com mais de 200 mil eleitores em que o candidato a prefeito mais votado não tenha atingido a metade mais um dos votos válidos.                                                                  | Realizado |

## Candidatos à prefeitura
| Nº | Prefeito(a)  | Prefeito(a)                                            | Prefeito(a)       | Prefeito(a) | Vice-prefeito(a) | Vice-prefeito(a) | Vice-prefeito(a)                                      | Vice-prefeito(a)  | Vice-prefeito(a)  | Coligação Partido(s) | Ref.              |
| Nº | Candidato(a) | Candidato(a)                                           | Partido Federação | Cargos relevantes | Candidato(a)     | Candidato(a)     | Candidato(a)                                          | Partido Federação | Cargos relevantes | Coligação Partido(s) | Ref.              |
| -- | ------------ | ------------------------------------------------------ | ----------------- | --- | ---------------- | ---------------- | ----------------------------------------------------- | ----------------- | ----------------- | --- | ----------------- |
| 13 |              | Adélia Pinheiro Adélia Maria Carvalho de Melo Pinheiro | PT FE.Brasil      | - Secretária Estadual de Ciência, Tecnologia e Inovação da Bahia; - Secretária Estadual de Saúde da Bahia; - 41.ª Secretária Estadual de Educação da Bahia (2023-2024). |                  |                  | Augustão Carlos Augusto Cardoso da Silva              | PDT               |                   | Mudança Para A Vida Melhorar (FE Brasil (PT, PCdoB, PV), PDT, PSB, Fed.PSOL Rede (PSOL, REDE), MOBILIZA e Solidariedade)        | [ 3 ] [ 4 ] [ 5 ] |
| 44 |              | Valderico Júnior Valderico Luiz dos Reis Junior        | UNIÃO             | |                  |                  | Wanessa Gedeon Wanessa Rocha Bonfim Gedeon            | NOVO              |                   | Ilhéus da RenovAÇÃO competente (UNIÃO, NOVO, DC, PP e PRD)                                                                      | [ 6 ]             |
| 55 |              | Bento Lima Bento José Lima Neto                        | PSD               | |                  |                  | Missionária Kátia Ribeiro Kátia Ribeiro Simões Araújo | Agir              |                   | Ilhéus da Gente, Pra Cima, Pra Frente (PSD, Agir, Fed.PSDB Cidadania (PSDB e Cidadania), MDB, PODE, Avante, Republicanos e PMB) | [ 7 ]             |

## Candidaturas inaptas pelo TSE
| Nº | Prefeito(a)  | Prefeito(a)                                | Prefeito(a)       | Prefeito(a)       | Vice-prefeito(a) | Vice-prefeito(a) | Vice-prefeito(a)                            | Vice-prefeito(a)  | Vice-prefeito(a)  | Coligação Partido(s) | Notas | Ref. |
| Nº | Candidato(a) | Candidato(a)                               | Partido Federação | Cargos relevantes | Candidato(a)     | Candidato(a)     | Candidato(a)                                | Partido Federação | Cargos relevantes | Coligação Partido(s) | Notas | Ref. |
| -- | ------------ | ------------------------------------------ | ----------------- | ----------------- | ---------------- | ---------------- | ------------------------------------------- | ----------------- | ----------------- | -------------------- | --- | ---- |
| 22 |              | Coronel Resende Joelson Resende Gondim     | PL                |                   |                  |                  | Ruanna Rocha Luanna Rocha de Souza Ferreira | PL                |                   | Partido Isolado      | |      |
| 30 |              | Wanessa Gedeon Wanessa Rocha Bonfim Gedeon | NOVO              |                   |                  |                  | Couto Cláudio Fausto Couto de Lima          | NOVO              |                   | Partido Isolado      | Adesão posterior à candidatura de Valderico Júnior (UNIÃO), tendo a indicação do nome de Wanessa como candidata à vice da chapa. |      |

## Resultados
| Candidato (a)            | Vice                             | 1.º turno 6 de outubro de 2024 | 1.º turno 6 de outubro de 2024 |
| Candidato (a)            | Vice                             | Votação                        | Votação                        |
| Candidato (a)            | Vice                             | Total                          | %                              |
| ------------------------ | -------------------------------- | ------------------------------ | ------------------------------ |
| Valderico Júnior (UNIÃO) | Wanessa Gedeon (NOVO)            | 41.567                         | 43,24%                         |
| Adélia Pinheiro (PT)     | Augustão (PDT)                   | 38.928                         | 40,49%                         |
| Bento Lima (PSD)         | Missionária Kátia Ribeiro (Agir) | 15.646                         | 16,27%                         |
| → Total de votos válidos | → Total de votos válidos         | 96.141                         | 92,69%                         |
| → Votos em branco        | → Votos em branco                | 2.421                          | 2,33%                          |
| → Votos nulos            | → Votos nulos                    | 8.726                          | 4,14%                          |
| Total                    | Total                            | 103.719                        | 87,95%                         |
| Abstenções               | Abstenções                       | 26.348                         | 20,26%                         |
| Total de inscritos       | Total de inscritos               | 130.067                        | 100%                           |

## Disputa ao legislativo

### Candidaturas
A tabela a seguir apresenta o número de candidaturas em cada Partido e Federação, estando agrupados a partir de coligações na disputa do poder executivo, apesar das coligações em eleições proporcionais não existirem mais no Brasil desde 2020, são demonstradas as coligações majoritária apenas a título de visualização agrupada.
| Candidaturas à Câmara Municipal de Ilhéus em 2024 (361) | Candidaturas à Câmara Municipal de Ilhéus em 2024 (361) | Candidaturas à Câmara Municipal de Ilhéus em 2024 (361) | Candidaturas à Câmara Municipal de Ilhéus em 2024 (361) |
| Coligação ao executivo                                  | Federação                                               | Partido                                                 | Candidatos (as)                                         |
| ------------------------------------------------------- | ------------------------------------------------------- | ------------------------------------------------------- | ------------------------------------------------------- |
| Mudança Para A Vida Melhorar                            | FE.Brasil                                               | PT                                                      | 10                                                      |
| Mudança Para A Vida Melhorar                            | FE.Brasil                                               | PCdoB                                                   | 6                                                       |
| Mudança Para A Vida Melhorar                            | FE.Brasil                                               | PV                                                      | 6                                                       |
| Mudança Para A Vida Melhorar                            | FE.Brasil                                               | Total da Fed.                                           | 22                                                      |
| Mudança Para A Vida Melhorar                            | Fed.PSOL Rede                                           | PSOL                                                    | 15                                                      |
| Mudança Para A Vida Melhorar                            | Fed.PSOL Rede                                           | REDE                                                    | 2                                                       |
| Mudança Para A Vida Melhorar                            | Fed.PSOL Rede                                           | Total da Fed.                                           | 17                                                      |
| Mudança Para A Vida Melhorar                            |                                                         | PDT                                                     | 22                                                      |
| Mudança Para A Vida Melhorar                            | PSB                                                     | 21                                                      |                                                         |
| Mudança Para A Vida Melhorar                            | Solidariedade                                           | 20                                                      |                                                         |
| Mudança Para A Vida Melhorar                            | MOBILIZA                                                | Sem candidatos                                          |                                                         |
| Total da Coligação                                      | Total da Coligação                                      | Total da Coligação                                      | 102 Candidatos                                          |
| Ilhéus da RenovAÇÃO competente                          |                                                         | DC                                                      | 23                                                      |
| Ilhéus da RenovAÇÃO competente                          | UNIÃO                                                   | 22                                                      |                                                         |
| Ilhéus da RenovAÇÃO competente                          | PRD                                                     | 22                                                      |                                                         |
| Ilhéus da RenovAÇÃO competente                          | PP                                                      | 22                                                      |                                                         |
| Ilhéus da RenovAÇÃO competente                          | NOVO                                                    | 16                                                      |                                                         |
| Total da Coligação                                      | Total da Coligação                                      | Total da Coligação                                      | 105 Candidatos                                          |
| Ilhéus da Gente, Pra Cima, Pra Frente                   | Fed.PSDB Cidadania                                      | PSDB                                                    | 16                                                      |
| Ilhéus da Gente, Pra Cima, Pra Frente                   | Fed.PSDB Cidadania                                      | Cidadania                                               | 6                                                       |
| Ilhéus da Gente, Pra Cima, Pra Frente                   | Fed.PSDB Cidadania                                      | Total da Fed.                                           | 22                                                      |
| Ilhéus da Gente, Pra Cima, Pra Frente                   |                                                         | PSD                                                     | 22                                                      |
| Ilhéus da Gente, Pra Cima, Pra Frente                   | Republicanos                                            | 22                                                      |                                                         |
| Ilhéus da Gente, Pra Cima, Pra Frente                   | Avante                                                  | 22                                                      |                                                         |
| Ilhéus da Gente, Pra Cima, Pra Frente                   | Agir                                                    | 22                                                      |                                                         |
| Ilhéus da Gente, Pra Cima, Pra Frente                   | PMB                                                     | 22                                                      |                                                         |
| Ilhéus da Gente, Pra Cima, Pra Frente                   | PODE                                                    | 22                                                      |                                                         |
| Ilhéus da Gente, Pra Cima, Pra Frente                   | MDB                                                     | Sem candidatos                                          |                                                         |
| Total da Coligação                                      | Total da Coligação                                      | Total da Coligação                                      | 154 Candidatos                                          |

### Vereadores eleitos
Para o quadriênio 2025-2028 foram eleitos 21 vereadores.
| Candidato (a)      | Partido      | Federação          | Votação | Votação |
| Candidato (a)      | Partido      | Federação          | Votos   | %       |
| ------------------ | ------------ | ------------------ | ------- | ------- |
| Vinícius Alcântara | UNIÃO        |                    | 1.899   | 1,91%   |
| Paulo Carqueija    | PSD          |                    | 1.826   | 1,83%   |
| Dr.Aldemir         | PSD          |                    | 1.747   | 1,75%   |
| Professora Enilda  | PT           | FE.Brasil          | 1.746   | 1,75%   |
| Mauricio Galvão    | PSB          |                    | 1.728   | 1,74%   |
| Dr Tandick         | UNIÃO        |                    | 1.686   | 1,69%   |
| Ederjúnior         | Republicanos |                    | 1.682   | 1,69%   |
| Dr.Mesaque         | PSDB         | Fed.PSDB Cidadania | 1.380   | 1,39%   |
| Horácio Do Pão     | PP           |                    | 1.376   | 1,38%   |
| Rubia Carvalho     | Agir         |                    | 1.365   | 1,37%   |
| Adilson José       | PT           | FE.Brasil          | 1.237   | 1,24%   |
| Professor Gurita   | PSD          |                    | 1.194   | 1,20%   |
| Josemar Cardoso    | Republicanos |                    | 1.154   | 1,16%   |
| Nerival            | PSD          |                    | 1.129   | 1,13%   |
| Marcio Bodão       | Avante       |                    | 1.095   | 1,10%   |
| Odailson Pequeno   | PODE         |                    | 1.024   | 1,03%   |
| Nal                | UNIÃO        |                    | 977     | 0,98%   |
| César Porto        | PP           |                    | 965     | 0,97%   |
| Nascimento Júnior  | Agir         |                    | 858     | 0,86%   |
| Kêko Pizza         | DC           |                    | 841     | 0,84%   |
| Neto Da Saúde      | PMB          |                    | 681     | 0,68 %  |

### Cassações por fraude na cota de gênero
Em março de 2025 a 25.ª Zona Eleitoral de Ilhéus decidiu por anular os votos dados ao Partido da Mulher Brasileira e ao Podemos após a comprovação de fraude na cota de gênero, onde ambos os partidos apresentaram candidatas mulheres fantasmas à Câmara Municipal com única finalidade, cumprir a cota de gênero. a decisão resultou na cassação dos mandatos dos vereadores eleitos Neto da Saúde (PMB) e Odailson Pequeno (PODE), e após a recontagem dos votos no sistema proporcional, o vereador Nerival (PSD) perdeu seu mandato após a revisão do quociente eleitoral.
Após a decisão da justiça eleitoral, o PMB impetrou um mandato de segurança junto ao Tribunal Regional Eleitoral da Bahia, afim de reverter a situação, documento que foi acatado pelo desembargador Danilo Costa Luiz, no qual deu a 25.ª Zona Eleitoral de Ilhéus dez dias para manifestação sobre a liminar expedida e manteve os mandatos dos parlamentares até que a decisão transitasse em julgada totalmente.